# Elevone
Gli elevoni (in inglese elevons) sono delle superfici di controllo degli aeromobili che uniscono le funzioni di equilibratore (in inglese elevator, usato per il controllo di beccheggio) e gli alettoni (usati per il controllo di rollio). Sono utilizzati in particolare sugli aerei senza piano di coda.
Ne facevano uso, ad esempio, l'aereo supersonico Concorde e la navetta spaziale Space Shuttle.
Ne fanno ampio uso caccia moderni e ricognitori/bombardieri steath (F22, Panavia Tornado, Eurofighter Typhoon, B2 spirit).

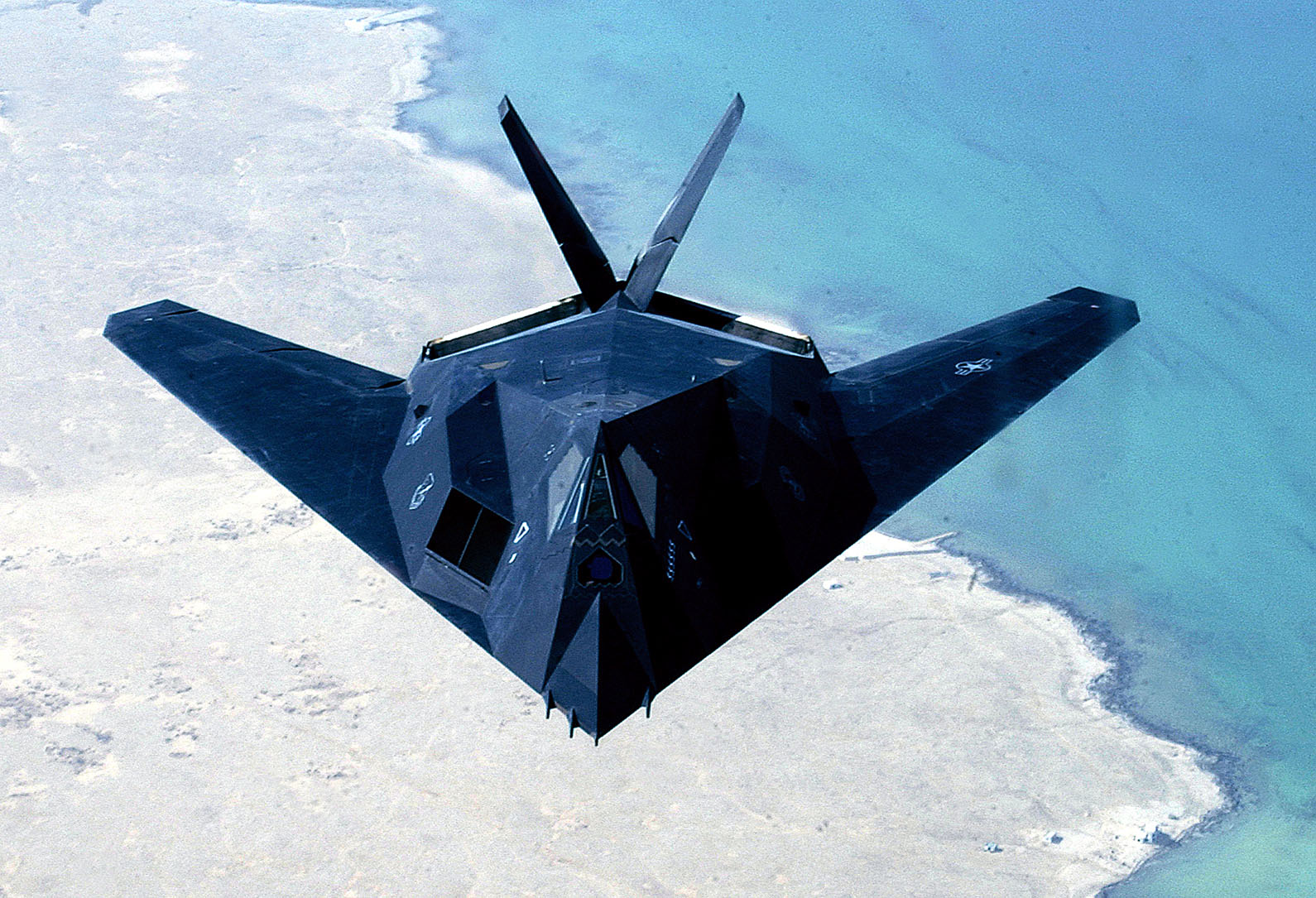
Gli elevoni che controllano l'aereo F-117A Nighthawk.

Posizione degli elevoni in un F-102A Delta Dagger.